# Petits États insulaires en développement
Les petits États insulaires en développement (PEID, appelés aussi Small Island Developing States ou SIDS en anglais) sont des pays situés au niveau de la mer présentant des défis semblables au niveau du développement durable, dont notamment la gestion de la population, des ressources limitées, de l'isolement, de la sensibilité aux catastrophes naturelles, d'une grande dépendance au commerce international et d'un environnement précaire. Leur croissance et développement sont limités par de forts coûts au niveau des communications, de l'énergie, du transport, des infrastructures et de l'administration publique, leur petite taille les empêchant d'effectuer des économies d'échelle.
En juin 1992, lors du sommet de Rio, les PEID sont reconnus par l'Organisation des Nations unies comme un groupe à part de pays en développement. En 1994, le Barbados Programme of Action (en) est lancé afin d'aider les PEID dans leur développement.
2014 est proclamée « année internationale des petits États insulaires en développement » par l'ONU. En septembre 2014, se tient dans l'État indépendant des Samoa la troisième Conférence internationale sur les PEID qui vise « à mobiliser l'intérêt et le soutien au développement durable dans les PEID, à souligner les efforts entrepris par les PEID à surmonter les défis uniques pour le développement auxquels ils font face, ainsi qu'à célébrer le riche patrimoine culturel dans les PEID et leurs contributions à la communauté mondiale ».

Carte des petits États insulaires en développement.

## Liste des PEID
Présentement, le Département des affaires économiques et sociales reconnaît 52 petits États insulaires en développement divisés en trois régions géographiques :
- les Caraïbes,
- le Pacifique
- l'Afrique, l'Océan Indien, la Méditerranée et la mer de Chine méridionale (AIMS pour Africa, Indian Ocean, Mediterranean and South China Sea en anglais).

Un corps administratif existe pour chacune des régions : la communauté caribéenne, le forum des îles du Pacifique et la commission de l'océan Indien. De plus, la plupart des PEID sont membres de l'Alliance of Small Island States.
- Caraïbes
  -  Anguilla[a],[b],[c]
  -  Antigua-et-Barbuda
  -  Aruba[a],[d],[c]
  -  Bahamas
  -  Barbade
  -  Belize
  -  Îles Vierges britanniques[a],[b],[c]
  -  Cuba[e]
  -  Dominique
  -  République dominicaine[d]
  -  Grenade
  -  Guyana
  -  Haïti[f]
  -  Jamaïque
  -  Montserrat[a],[c]
  -  Antilles néerlandaises[g],[d],[c]
  -  Porto Rico[a],[d],[c]
  -  Saint-Christophe-et-Niévès
  -  Sainte-Lucie
  -  Saint-Vincent-et-les-Grenadines
  -  Suriname
  -  Trinité-et-Tobago
  -  Îles Vierges des États-Unis[g],[e],[c]
- Pacifique
  -  Samoa américaines[g],[e],[c]
  -  Îles Cook[c]
  -  États fédérés de Micronésie
  -  Fidji
  -  Polynésie française[a],[b],[c]
  -  Guam[g],[e],[c]
  -  Kiribati[f]
  -  Îles Marshall
  -  Nauru
  -  Nouvelle-Calédonie[a],[b],[c]
  -  Niue[c]
  -  Îles Mariannes du Nord[a],[e],[c]
  -  Palaos
  -  Papouasie-Nouvelle-Guinée
  -  Samoa[h]
  -  Îles Salomon[f]
  -  Timor oriental[f],[a],[d]
  -  Tonga
  -  Tuvalu[f]
  -  Vanuatu
- Afrique, Océan Indien, Méditerranée et mer de Chine méridionale (AIMS)
  -  Bahreïn[a],[e]
  -  Cap-Vert[e]
  -  Comores[f]
  -  Guinée-Bissau[f],[e]
  -  Maldives[d]
  -  Maurice
  -  Sao Tomé-et-Principe[e]
  -  Seychelles
  -  Singapour[e]